# Лело для Грузии

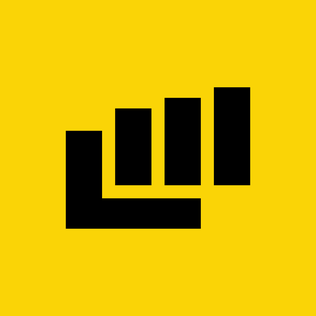
Старый логотип партии «Лело для Грузии»

Лело для Грузии (или просто Лело) — политическая партия в Грузии, созданная в конце 2019 года бизнесменами Мамукой Хазарадзе и Бадри Джапаридзе. Партия привлекла ряд видных политических фигур и партий (посредством слияний), в том числе Движение развития Давида Усупашвили, Партию новых правых и Пикрию Чихрадзе. Это также привлекло ряд левоцентристских политических фигур, таких как Григол Гегелия.
«Лело» участвовала в парламентских выборах 2020 года, получив 4 места в парламенте Грузии. На выборах 2024 года партия сформировала неформальную коалицию «Сильная Грузия». Коалиция получила 14 мест в парламенте, из которых 9 заняла«Лело».

## Политические амбиции
Партия собирается участвовать в парламентских выборах в Грузии, намеченных на октябрь 2020 года. Партия заявляет, что стремится «победить двухпартийную систему», которую она считает доминирующей в Грузии. Они близки к оппозиционному альянсу, который был сформирован в начале 2020 года для борьбы с парламентским большинством.

## Политические взгляды
«Лело для Грузии» — центристская и либеральная партия, цель которой — преодолеть дихотомию между Грузинской мечтой и Единым национальным движением, тем самым положив конец существованию двухпартийной системы в Грузии.
Партия желает укреплять экономику, поощрять инвестиции в Грузию и улучшать условия повседневной жизни населения.
Они также заявляют, что желают восстановления «верховенства закона» и сделать судебную власть полностью независимой от политического класса. Это связано со спорами, связанными с судебными процессами и арестами, которые считаются «политически мотивированными», такими как дело Георгия Угулавы. Оба основателя партии, Мамука Хазарадзе и Бадри Джапаридзе, находятся под следствием по обвинению в отмывании денег, которое они называют политически мотивированным.

### Происхождение основателей
До создания партии Хазарадзе и некоторые из его партнеров в сентябре 2019 года создали общественное движение. Хазарадзе является соучредителем банка TBC Bank и Консорциума развития Анаклии. По состоянию на январь 2020 года программа партии все ещё находится в разработке. В то же время партия регулярно критикует правительство по поводу различных направлений политики, включая отношения с Россией и крупные инфраструктурные проекты.